# 931 TCN
931 TCN là một năm trong lịch La Mã.